# Фридевалд
Фридевалд (на немски: Friedewald) е бивш град, днес община в окръг Алтенкирхен (Вестервалд) в Рейнланд-Пфалц, Германия, с 1107 жители (2015).
Фридевалд е споменат за пръв път през 1324 г. в документ на Лудвиг Баварски и получава от него същите права на град, както Франкфурт на Майн. Център на града е дворецът, който от 1791 г. е резиденция на графство Сайн-Алтенкирхен.